# Maïmouna Mariko
Pour les articles homonymes, voir Mariko.
Maïmouna Mariko Konaté est une femme politique malienne.

## Biographie
Maimouna Mariko a fait ses études au Mali. 
Elle est candidate sur la liste MPR / CODEM / RTD à Bougouni aux élections législatives maliennes de 2013 mais ne passe pas le premier tour.
Elle est élue députée à l'Assemblée nationale dans le cercle de Bougouni aux élections législatives maliennes de 2020. L'Assemblée nationale est dissoute le 19 août 2020 après un coup d'État.